# Хоп-Кибер
Хоп-Кибе́р (чув. Хупкĕпер) — деревня в Моргаушском районе Чувашской Республики. Входит в состав Ильинского сельского поселения.

## География
Находится в северо-западной части Чувашии, на расстоянии приблизительно 20 км на север по прямой от районного центра села Моргауши.

## История
Известна с 1858 года как околоток деревни Янапталова-Яндиарова (ныне не существует), когда здесь было учтено 82 жителя. В 1906 году был отмечен 31 двор и 144 жителя, в 1926 — 44 двора и 204 жителя, в 1939—207 жителей, в 1979—174. В 2002 году было 51 двор, в 2010 — 46 домохозяйств. В 1931 году был образован колхоз «Прожектор», в 2010 действовало ООО «Волга».

## Население
Постоянное население составляло 150 человек (чуваши 97 %) в 2002 году, 130 в 2010.